# Geelbandboegsprietmot
De geelbandboegsprietmot (Monochroa lucidella) is een vlinder uit de familie tastermotten (Gelechiidae). De wetenschappelijke naam is voor het eerst geldig gepubliceerd in 1834 door Stephens.
De soort komt voor in Europa.